# Parowan
Parowan ist ein Ort und Verwaltungssitz von Iron County im Bundesstaat Utah. Das U.S. Census Bureau hat bei der Volkszählung 2020 eine Einwohnerzahl von 2996 ermittelt.

## Geographie
Der Ort liegt in einer Höhe von  (5990 Feet) ü NN im östlichen Bereich von Parowan Valley und an
der Mündung des Parowan Canyons.
Es bedeckt eine Fläche von 15,1 km² (5,8 mi²)

## Geschichte
Der Ort Parowan wurde 1851 gegründet.

## Demographie
Am 1. Juli 2004 hatte Parowan 2546 Einwohner.

### Altersstruktur
| Bevölkerung | Jahre   | Anteil  |
| ----------- | ------- | ------- |
| unter       | 18      | 31,20 % |
| von         | 18 – 24 | 8,50 %  |
| von         | 25 – 44 | 21,80 % |
| von         | 45 – 64 | 20,30 % |
| über        | 65      | 18,20 % |

Das durchschnittliche Alter beträgt 36 Jahre.